# Mudderklire
Mudderklire (Actitis hypoleucos) er en almindelig trækgæst i Danmark fra Fennoskandinavien. Den har tidligere ynglet få steder i Danmark, men er markeret som forsvundet på Den danske rødliste 2019. Det videnskabelige navn hypoleucos betyder 'med hvid underside' (af græsk hypo 'under' og leukos 'hvid'). Mudderklire overvintrer hovedsagelig i tropisk Vestafrika ned til Guineabugten.
Mudderkliren kendes ofte på sin stemme, der er et højt og skingert hi-di-di. Den flyver med karakteristiske rykvise vingeslag afbrudt af glideflugt. Under trækket ses mudderkliren alene eller få sammen. Den bevæger sig 'nervøst' omkring, mens den ofte vipper med bagkroppen.